# Campionato bulgaro di calcio a 5
Il Campionato di calcio a 5 della Bulgaria è la massima competizione bulgara di calcio a 5 organizzata dalla Bulgarski Futbolen Soius.

## Storia
Il campionato bulgaro viene regolarmente disputato dalla stagione 2002-03 con la formula del girone unico all'italiana. Dalla stagione 2003-04 assieme al campionato, si disputa anche la coppa nazionale, che viene giocata al termine del campionato.Nella stagione 2006-07 sono stati introdotti i play-off al termine della stagione regolare per designare il campione nazionale.
La squadra più titolata è il Grand Pro Varna che, con tre diverse denominazioni, ha vinto 9 campionati, quattro coppe nazionali nonché l'unica edizione disputata della Supercoppa. In generale, le squadre di Varna e Sofia sinora si sono spartite tutte le edizioni fin qui disputate della massima rassegna nazionale.

## Albo d'oro
| Stagione  | Campionato       | Coppa                |
| --------- | ---------------- | -------------------- |
| 2002-2003 | Delfini Varna    | Non disputata        |
| 2003-2004 | MAG Varna        | Akademika Miks Sofia |
| 2004-2005 | Piccadilly Varna | Piccadilly Varna     |
| 2005-2006 | Mladost Sofia    | Mladost Sofia        |
| 2006-2007 | Piccadilly Varna | Plazma Plovdiv       |
| 2007-2008 | Nadin Sofia      | MFC Varna            |
| 2008-2009 | MFC Varna        | MFC Varna            |
| 2009-2010 | Levski Sofia     | Non disputata        |
| 2010-2011 | MFC Varna        | MFC Varna            |
| 2011-2012 | Grand Pro Varna  | Non disputata        |
| 2012-2013 | Grand Pro Varna  | Non disputata        |
| 2013-2014 | Grand Pro Varna  | Non disputata        |
| 2014-2015 | Grand Pro Varna  | Non disputata        |
| 2015-2016 | Grand Pro Varna  | Non disputata        |
| 2016-2017 | Levski Sofia     | Non disputata        |
| 2017-2018 | Varna City       | UNWE                 |
| 2018-2019 | Varna City       | Varna City           |
| 2019-2020 | Černo More Varna | ?                    |
| 2020-2021 | Varna City       | ?                    |
| 2021-2022 | Amigo Northwest  | ?                    |

### Supercoppa
| Stagione | Vincitore        | Finalista     |
| -------- | ---------------- | ------------- |
| 2006     | Piccadilly Varna | Mladost Sofia |

## Vittorie per club

### Campionato
| Titoli | Squadra          | Anni                                                 |
| ------ | ---------------- | ---------------------------------------------------- |
| 9      | Grand Pro Varna  | 2005, 2007, 2009, 2011, 2012, 2013, 2014, 2015, 2016 |
| 3      | Varna City       | 2018, 2019, 2021                                     |
| 2      | MAG Varna        | 2003, 2004                                           |
| 2      | Levski Sofia     | 2010, 2017                                           |
| 1      | Mladost Sofia    | 2006                                                 |
| 1      | Nadin Sofia      | 2008                                                 |
| 1      | Černo More Varna | 2020                                                 |
| 1      | Amigo Northwest  | 2022                                                 |

### Coppa
| Titoli | Squadra              | Anni                   |
| ------ | -------------------- | ---------------------- |
| 4      | Grand Pro Varna      | 2005, 2008, 2009, 2011 |
| 1      | Akademika Miks Sofia | 2004                   |
| 1      | Mladost Sofia        | 2006                   |
| 1      | Plazma Plovdiv       | 2007                   |
| 1      | UNWE                 | 2018                   |
| 1      | Varna City           | 2019                   |

### Supercoppa
| Titoli | Squadra          | Anni |
| ------ | ---------------- | ---- |
| 1      | Piccadilly Varna | 2006 |